# Avrainville (Essonne)
Avrainville ist eine französische Gemeinde mit 1.045 Einwohnern (Stand: 1. Januar 2022) im Département Essonne der Region Île-de-France. Sie gehört zum Arrondissement Palaiseau und zum Kanton Arpajon. Die Einwohner heißen Avrainvillois.

## Geographie
Avrainville liegt etwa 33 Kilometer südlich von Paris am in der Landschaft Hurepoix.
Umgeben wird Avrainville von den Nachbargemeinden Arpajon im Norden, La Norville im Norden und Nordosten, Guibeville im Osten und Nordosten, Cheptainville im Osten und Südosten, Lardy im Süden und Südosten, Torfou im Süden, Boissy-sous-Saint-Yon im Westen und Südwesten sowie Égly im Nordwesten.

## Bevölkerungsentwicklung
| Jahr                      | 1962 | 1968 | 1975 | 1982 | 1990 | 1999 | 2006 | 2012 |
| Einwohner                 | 252  | 291  | 359  | 418  | 556  | 652  | 676  | 845  |
| Quelle: Cassini und INSEE |      |      |      |      |      |      |      |      |

## Wappen
| Wappen von Avrainville | Blasonierung: „Die zwei Abtsstäbe erinnern an die Äbte der Abtei Saint-Germain-des-Prés in Paris, die bis zur Revolution die Grundherrschaft innehatten. Das Weizenbündel symbolisiert die Landwirtschaft, den wichtigsten Erwerbszweig über lange Zeit.“ |
| Wappen von Avrainville | |

## Sehenswürdigkeiten
- Kirche Ste-Marie aus dem 11. Jahrhundert, seit 1983 Monument historique
- Schloss Merle Blanc aus dem 17. Jahrhundert, heutiges Rathaus
- Waschhaus am Rande des Schlossparks
- Taubenturm aus dem 14. Jahrhundert

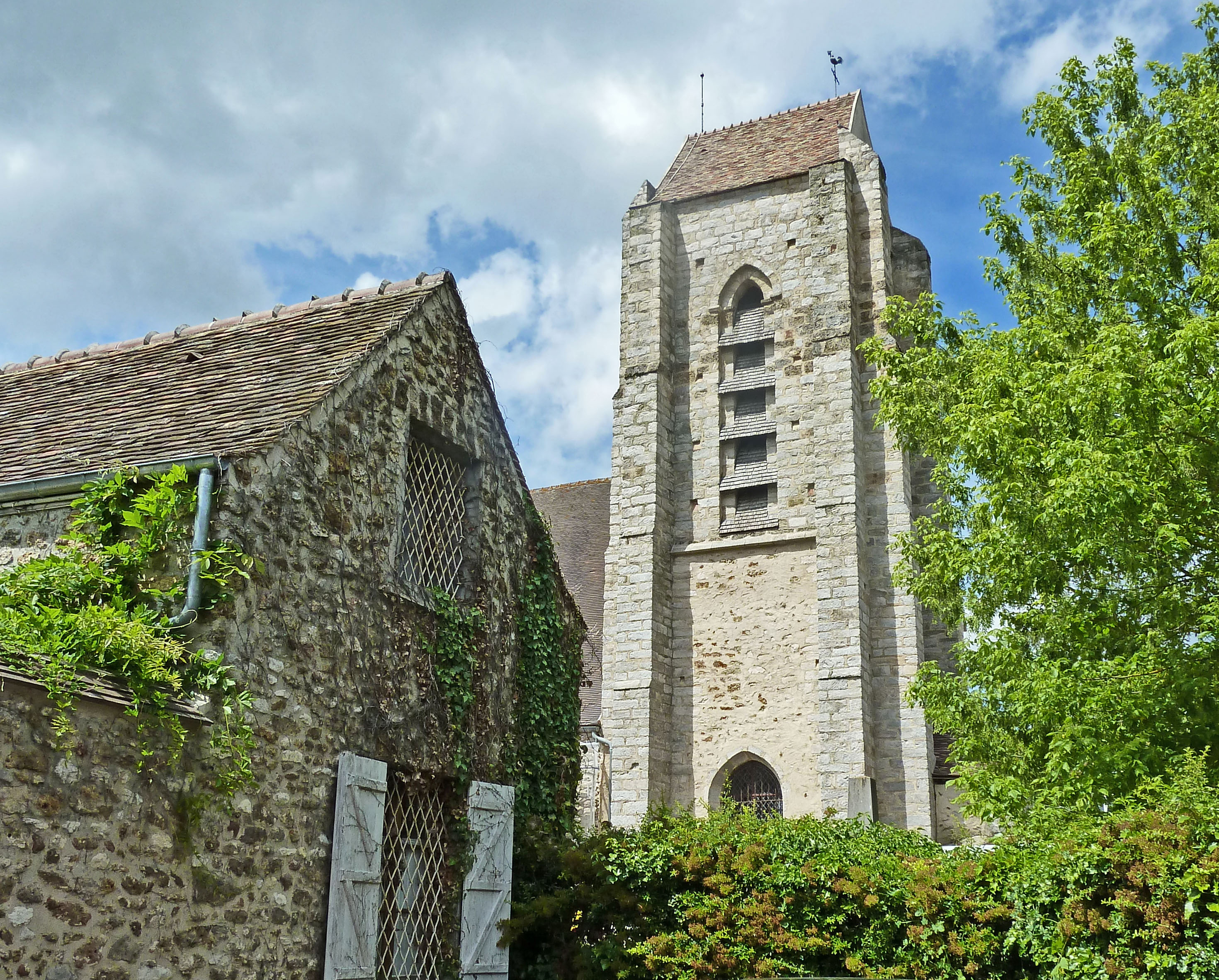
Kirche Ste-Marie